# Рум-миллет

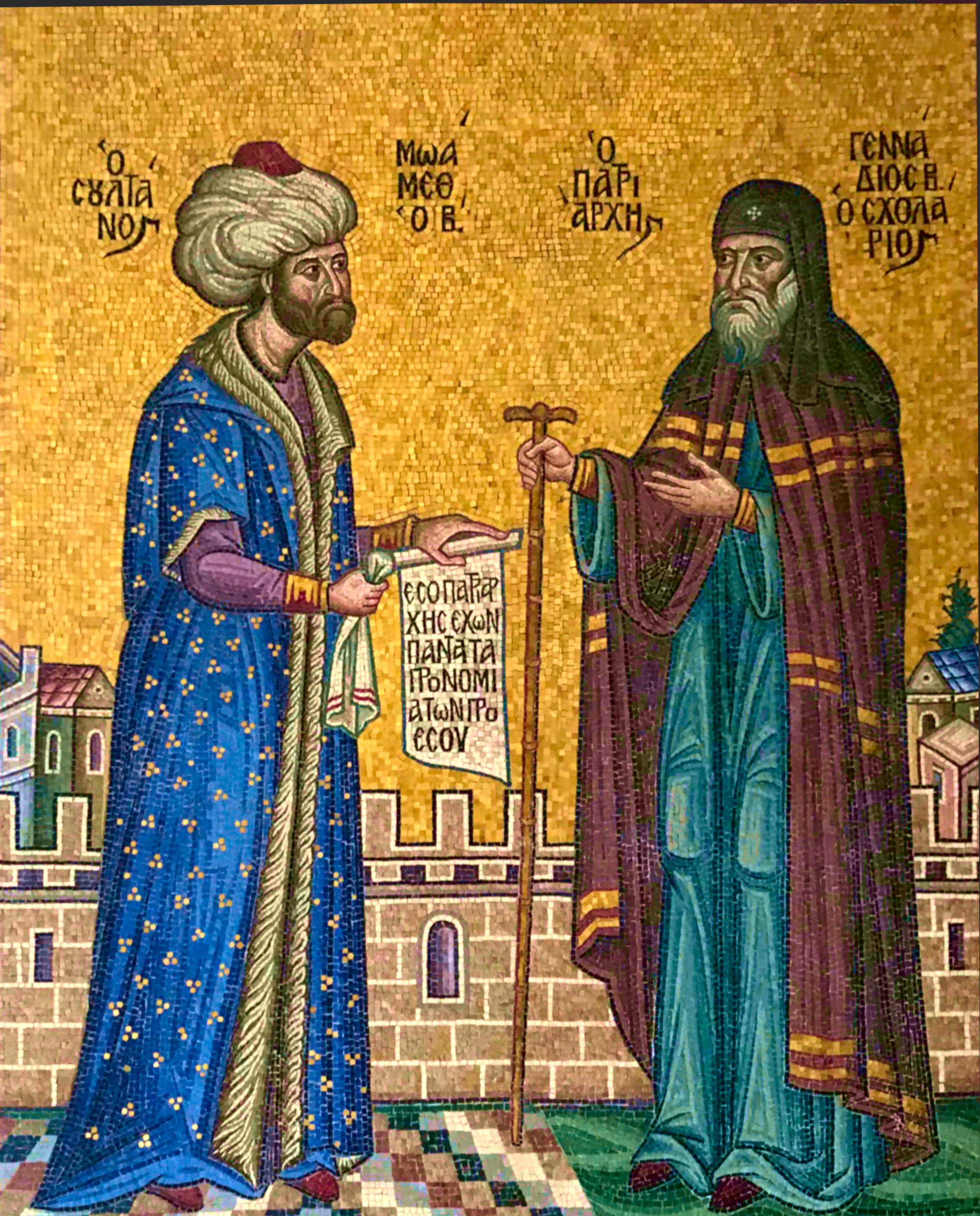
Султан Мехмед II и патриарх Геннадий II. Мехмед II позволил Вселенскому Патриархату оставаться действующим после падения Константинополя в 1453 году.

Рум-миллет (осман. millet-i Rûm‎ — дословно «Римская (ромейская) нация») — обозначение православного населения Османской империи, объединённого в особую социально-правовую группу. Термин «Рум-миллет» возник после османского завоевания Константинополя, когда Мехмед Завоеватель заявил претензии на византийское (римское) наследие. Рум-миллет обладал значительной автономией во внутренних вопросах. Главой Рум-миллета (этнархом) считался Вселенский патриарх Константинополя, большой самостоятельностью пользовались главы автономных православных церквей — Антиохийский, Иерусалимский, Александрийский, Сербский, Грузинский патриархи, Охридские архиепископы.

## Этнический состав
Рум-миллет включал в себя все православное население Османской империи без разграничения по этническому признаку.
- Православное население бывшей Византийской империи и балканских стран:
  - греки
  - болгары и сформировавшиеся в XX веке македонцы
  - сербы
  - влахи
  - албанцы
- Православное население Закавказья
  - грузины
- Православное население Ближнего Востока
  - арабы-христиане

## Закат системы миллетов
Россия по Кючук-Кайнарджийскому миру (1774) получила право покровительства православному населению Османской империи. Вслед за развитием национальных движений в XIX веке и секуляризацией, Рум-миллет частично распался: выделились и обособились от Фанара (то есть от греков) некоторые поместные церкви, как то Элладская и Болгарская.